# Лю Дунбин
Лю Дунбин е известен даос и един от Осемте безсмъртни даоси. Той оказва огромно влияние върху развитието на даоизма и написва важни книги за вътрешното култивиране. Отхвърляйки богатство и власт, той наказва грешните и възнаграждава добрите, поразява дракони с магически летящ меч и превръща камъни в злато, което раздава на бедните.

## Характер
Лю Дунбин обикновено е изобразяван като образован, умен човек с истинско желание да помогне на хората да получат мъдрост/просветление и да се научат на Дао. Въпреки това, той често е изобразяван с някои недостатъци на характера, които не са необичайна тема за цветните безсмъртни даоисти, всички от които по принцип са ексцентрични.
- Една история разказва, че в началото когато става безсмъртен, той има силен нрав като на „млад“ безсмъртен и даже деформира бряг на река в пристъп на гняв.
- Лю също е много продуктивен поет. Неговите творби са събрани в „Чюан Тан шъ“.

## Ранен живот
Неговото име е Лю Йен, като Йен (巖 или 岩 или 喦) му е дадено като име. Дунбин е неговото учтиво име. Той е наричан Чун Ян Дзъ (純陽子), а от някои даоси – Лю Родоначалника (呂祖), особено от тези от даоската школа Чюанджън.
Роден е в префектура Дзинджао (京兆府) около 796 г. по време на династията Тан. Когато се ражда, аромат изпълва стаята. Неговият рожден ден, се казва, че е на четиринадесетия ден на четвъртия месец по китайския лунен календар. От дете той е бил много интелигентен и е имал големи академични постижения. Въпреки това, според една история, още неомъжен до двадесетата си година, Лю Дунбин два пъти се опитва да вземе изпит на най-високо ниво за държавен служител, но не успява.